# Biblia Herald
A Biblia Herald a Bible Examiner Association politikától és vallástól független szervezet nélküli nonprofit formájú biblia kutatásra szakosodott társulásának Bibliai témákat taglaló web újsága. Elsősorban Bibliát kutató személyek számára Alapítás dátuma 2010 január. A Biblia tanulmányi web kiadó székhelye az Egyesült Királyságban lévő Sheffieldben található. Működésének célja a pontosított bibliai ismeret kidolgozása és közreadása. A webújság a Biblia Examiner Association 2010-ben történt alapítása óta jelenik meg. A Biblia Herald formája elektronikus média.

## A Biblia Herald Rovatai
- A Biblia
- Tanulmányok
- Válasz az olvasóknak rovat
- A Biblia és a Művészet
- Egyéb rovatok
- Linkek
- Ismertető
- Bibliai galéria
- Térkép galéria
- Propaganda galéria

## Bibliai web segédeszközök
A Biblia Herald segítséget nyújt azoknak is, akik komolyabb kutatásokon keresztül vizsgálják a Szent Iratokat. A Biblia Heraldon elhelyezett online web Biblia fordítások segédeszközök a kutatásokhoz azok számára akik szöveg értelem összehasonlítását is igénylik vizsgálódásaik során. A linkek számos ma előforduló fordítást tesznek elérhetővé beleértve az eredeti iratok héber valamint görög változatát is.

### A Biblia Herald és a Linkelt utalások
Míg a Biblia Herald szerkesztősége elhatárolja magát egyéb hasonló web formátumot alkalmazó bibliai tantételeket valamint tényeket közlő információs oldalaktól, azonban mint információ utalásként alkalmaz akár magyar vagy külföldi nyelven közre adott utalási linkeket. Mivel ezen linkek web lapjai szélesebben és részletesebben tárgyalhatnak eseteket és tényeket adott témákban, a Biblia Herald ezzel lehetőséget ad az olvasó vagy érdeklődő személynek további kutatásra és vizsgálódásra.